# Матінка Кураж та її діти
«Матінка Кураж та її діти» (нім. Mutter Courage und ihre Kinder) — п'єса німецького поета і драматурга Бертольта Брехта. Твір має підзаголовок «Хроніка часів Тридцятилітньої війни». П'єса є практичним втіленням теоретичних принципів «епічного театру».

## Історія створення п'єси
П'єса написана у 1938—1939 роках і була задумана як антивоєнна п'єса. Працюючи над п'єсою Бертольт Брехт уявляв, як зі сцен великих міст пролунає попередження про загрози, які принесе війна.
«Вистави, про які я мріяв — не відбулися. Письменники ж не можуть писати з такою швидкістю, з якою уряди розв'язують війни: адже для того, щоб творити, потрібно думати. Театри надто швидко потрапили під владу великих розбійників. „Матінка Кураж та її діти“ — спізнилася».
В основі п'єси лежить повість німецького письменника XVII ст. Г. Ґріммельсгаузена «Життєпис пройдисвітки і бродяги Кураж» (нем. Ausführliche und wunderseltsame Lebensbeschreibung der Erzbetrügerin und Landstörzerin Courage) (1670 р.).Головна героїня у Гріммельсгаузена, так само, як і в Брехта, вела солодке, розгульне життя, витрачаючи гроші своїх залицяльників лише на себе, чим багатіла з кожним разом ще більше;  але, зостарівшись, залишилась ні з чим, її статки давно збідніли і їй нічого не залишалося більше, ніж іти заробляти гроші, щоб прогодувати не лише себе, а й своїх трьох дітей. І Матінка Кураж вирішує стати маркітанткою. Дія п'єси Брехта, як і дія повісті Гріммельсгаузена, відбувається у Німеччині, яка переживає жахливі часи. Всю країну охоплює Тридцятилітня війна (1618−1648), полум'я якої здіймається над всією територію тогочасної Німеччини.

## Сюжет
Дія п'єси відбувається під час Тридцятирічної війни (1618—1648 рр.), що обернулася для Німеччини національною катастрофою. П'єса складається з 12 сцен, які описують окремі епізоди з життя маркітантки другого фінського полку. Матінка Кураж не має жодних ілюзій щодо війни і ставиться до неї як до способу збагачення. Весна 1624; шведський воєначальник Аксель Оксеншерна набирає військо для походу на Польщу, проте вербування йде погано. Фельдфебель і Вербувальник зустрічають на дорозі фургон маркітантки Анни Фірлінг, на прізвисько «Матуся Кураж». По дорогах війни вона блукає зі своїми дорослими синами Ейліфом і Швейцеркасом і німою дочкою Катрін. Поки Фельдфебель заговорює зуби матері Кураж, Вербувальник обробляє її старшого сина. Незважаючи на протести матері, що пророкує йому швидку загибель, Ейліф йде з Вербувальником.
Минає два роки. У Польщі, біля намету шведського воєначальника, матінка Кураж торгується з його кухарем-голландцем з приводу каплуну; воєначальник з'являється разом з Ейліфом, який, як з'ясовується, здійснив подвиг: відбив у селян 20 голів худоби, порубавши при цьому чотирьох. Полковий священик виправдовує Ейліфа: «Господь наш умів створити з п'яти хлібів п'ятсот, йому й потреби не було. Тому й міг вимагати: люби ближнього свого. Бо люди були ситі. Нині не ті часи».
Минає ще три роки; Швейцеркас став скарбником Фінського полку, в який влилася і матуся Кураж. Війна «налагодилася», і справи в неї йдуть — гріх скаржитися; у супроводі священика до Кураж часто заходить кухар — поговорити про політику, про цю війну, де, за його словами, «трохи грабіж, трошки різанина, трішки запалювання і, не забути б, трішки зґвалтування». Тим часом наближаються католики, армія лютеран стрімко відступає, — разом зі священиком, дочкою і Швейцеркасом, який не встиг сховатися, в останній момент прибіг до матері, щоб сховати в її фургоні полкову скарбницю, Кураж опиняється на території, зайнятій католиками. Швейцеркас намагається дістатися свого полку, але, ледве встигнувши переховати скриньку, потрапляє в руки до католиків, які давно шукають скарбника. Кураж, щоб підкупити фельдфебеля і врятувати сина, якому загрожує страта, готова закласти свій фургон; колишня полкова повія Іветта дає під заставу 200 гульденів і сама веде переговори з фельдфебелем. Однак виплатити борг Кураж розраховувала з полкової скарбниці, від Іветти вона дізнається: під тортурами Швейцеркас зізнався в тому, що, помітивши погоню, він викинув скриньку в річку. Викуповувати фургон нема на що, — Кураж просить Іветту поторгуватися і знизити «викуп» за сина; поки вона торгується, Швейцеркаса засуджують до страти.
Минуло ще кілька років; матуся Кураж зі своїм фургоном сколосила пів Європи. Її справа процвітає, але у битві під Лютценом гине шведський король Густав Адольф, і воюючі сторони укладають мир. Для Кураж мир — розорення: тепер її товар нікому не потрібен. Проте вона рада миру: принаймні другого сина війна в неї не забере. У її наметі знову з‘являється кухар. Кураж вирушає на базар — продати свій товар, доки за нього хоч щось можуть заплатити. У її відсутність під конвоєм наводять Ейліфа: він повторив свій давній «подвиг» — відібрав у селянина худобу, зарізавши господиню; але у мирний час за це розстрілюють, і побачитися з матір'ю йому дозволили перед стратою.
Кураж повертається зі своїм товаром і щаслива з того, що не встигла його продати: як з'ясувалося, мир закінчився і вже третій день знову йде війна. Вона знову вирушає в дорогу, взявши із собою кухаря, який нічого не розповідає їй про Ейліфа. Осінь 1634 року, «війна за віру» йде вже шістнадцять років. І кухареві, і Кураж набридло поневірятися, торгівля не йде: людям нічим платити; кухар отримує звістку про те, що його мати померла і залишила йому у спадок маленький шинок; він кличе з собою Кураж, але без Катрін: трьох його трактир не прогодує. Кураж відмовляється покинути дочку.
Два роки Кураж і Катрін блукають Німеччиною в обозі війська. Фургон зупиняється на ніч біля селянського будинку, і Катрін чує, як три католики вимагають, щоб селянин показав їм дорогу до міста; за ними рухається полк. Катрін піднімає тривогу та гине. Оплакавши дочку, Кураж знову впрягається у свій фургон: «Треба знову налагоджувати торгівлю».

## Дійові особи
- Матінка Кураж
- Катрін, її німа дочка
- Ейліф, старший син
- Швейцеркас, менший син
- Вербувальник
- Фельдфебель
- Кухар
- Командувач
- Військовий священик
- Інтендант
- Іветта
- Потьє
- Чоловік з пов´язкою. Інший фельдфебель
- Старий полковник. Писар
- Молодий солдат. Літній солдат. Селянин. Селянка. Юнак
- Стара жінка
- Інший селянин
- Інша селянка
- Хлопець
- Прапорщик
- Солдати

## Характеристика головної героїні
Роналд Вудланд зауважує, що глядача зачіпає не стільки невдале намагання Брехта «втілити в життя безліч власних театральних теорій», скільки особа Матінки Кураж: «нас надихає її відвага, ми повертаємось додому, захоплюючись її силою, спонукувані відтворювати її незламні добрі риси». Іншими словами, глядач ідентифікується з матінкою Кураж, її бажанням вижити, і бачить у її персонажці віддображення власного бажання вціліти. «Саме персонажці матінки Кураж п'єса завдячує своїм успіхом, хотів Брехт того, чи ні (…) хоча його численні редакції п'єси і свідчать про те, що він намагався зробити так, щоб вона не викликала такої прихильності»
Однак, на думку Вудланда, саме можливість дистанціюватись від персонажки Матінки Кураж дозволяє нам за почуттями, емпатією і захопленням її долею до життя розгледіти причини і корінь зла, яке вона репрезентує. Зрозумівши, що зло є частиною суспільства, ми усвідомлюємо, що як частина суспільства, несемо частку відповідальності за це зло. «Хоча критики, актори, продюсери, і, безумовно, ми самі, зробили з „Матінки Кураж“ п'єсу, яка, в довготривалій перспективі, втішає, Брехт написав п'єсу, яка є дуже тривожною, адже таврує усіх нас провиною за наявність у світі зла».

## Театральні постановки

Афіша вистави «Кураж» (Київський театр на Липках, 2019)

- Прем'єра п'єси відбулась 19 квітня 1941 року в театрі «Шаушпільхауз» (Цюрих). Першою виконавицею головної ролі в п'єсі Брехта «Матінка Кураж та її діти» стала німецька актриса Тереза Ґізе. Цікавим було те, що загалом критика прихильно поставилась до п'єси і цілком її визнала. Але Бертольду Брехту здалося, що люди не зрозуміли головного ідейного змісту твору, тому драматург дописав нові варіанти для перших і п'ятих частин і створив нову, допрацьовану Матінку Кураж, яка згодом сяяла зі сцени з уже новим, жорстокішим та серйознішим характером.
- 11 січня 1949 року відбулася прем'єра п'єси в новій редакції Брехта в театрі «Берлінер ансамбль» в Берліні. Це була спільна постановка автора з Ерихом Енгелем. Головну роль виконувала Гелена Вайгель, дружина Брехта. Вистава була показана на багатьох сценах Німеччини та світу. Після смерті Б. Брехта у 1956 р, легендарний спектакль був зафільмований. Багато років запис вистави «Матінка Кураж та її діти» вважався втраченим. Тільки у 2020 році, під час всесвітнього карантину, на сайті «Berliner Ensemble» було оприлюднено віднайдений запис.

Постановки на українській сцені
- 2009 — «KURAZH» («Матінка Кураж»); реж. Мирослав Гринишин, худ. Олександр Семенюк (Івано-Франківський обласний музично-драматичний театр ім. І. Франка)
- 2013 (учбовий театр) / 2019 (Театр на Липках) — «Кураж»; реж. Олексій Скляренко; сценографія та костюми — Тарас Ткаченко, комп. Андрій Шусть. У виставі використано твори Густава Малера, Мар‘яни Садовської, гурту Ot Vinta!, Бориса Гребенщикова (пластична робота поставлена у 2013 році як дипломна вистава на сцені Навчального театру Національного університету театру, кіно і телебачення імені Івана Карпенка-Карого (курс Валентини Зимньої)[3]. Після випуску вистава певний час існувала антрепризно, а з 2019 року стала до репертуару Київського академічного театру юного глядача на Липках[4][5])
- 2015 — «Матінка. Кураж та її діти»; реж. Геннадій Касьянов (Чернігівський обласний молодіжний театр)
- 2024 — «Матінка Кураж» . Режисер-постановник — Максим Булгаков; художник-постановник — Андрій Романченко; музичне оформлення — Галина Бражко. Сумський національний академічний театр драми та музичної комедії ім. М. Щепкіна.

## Несумісність матері і війни
Головною проблемою драми є несумісність материнства і війни як таких, Бертольд Брехт не знімає з Анни Фірлінг провину за смерть своїх дітей. Це можна побачити в тому, що він не дає їй права на прозріння і залишає і далі блукати за солдатами, шукаючи якусь примарну ціль. Війна і материнство зовсім протилежні поняття, які не мають жодного шансу вжитися разом
Хоча Кураж не бере офіційно участі у війні, та все ж війна її годує. Вона залежна від війни. Її покупці — солдати. Батьки її дітей — солдати. Тому видна чітка залежність матінки Кураж від воєнних дій. Основна її проблема в тому, що вона не може зрозуміти яке хитке та ненадійне її становище. Мудра та відважна жінка, яка ніколи не змовчить, коли їй є що сказати, обережна та в той же час жива вірить всім своїм серцем, що вона зможе забезпечити повністю себе і своїх дітей, що вона подарує їм щасливе майбутнє. Та війна має інші плани на жінку. Вона не в змозі змінити її характер та її життя, наносячи нові й нові удари.
 
Тому можна спокійно зробити висновок, що за своєю суттю, жінка і війна взагалі несумісні речі, особливо якщо жінка вступає у відносни з війною не сама. Талановита та кмітлива Матінка Кураж все ж таки програє гру війні і втрачає своїх дітей. По суті, вона ними жертвує, так само як і жертвує власною гідністю лише із кон'юнктурних міркувань.

## Екранізація
- 1955 — «Матінка Кураж та її діти»; реж. Вольфганг Штаудте (Швеція — Німеччина)
- 1961 — «Матінка Кураж та її діти»; реж. Петер Палич, Манфред Векверт (Німеччина)
- 1965 — «Матінка Кураж та її діти. Хроніка часів Тридцятилітньої війни»; реж. Гаррі Буквиця (Німеччина)
- 1969 — «Матінка Кураж та її діти»; реж. Джо Дуа, Берт Штруйс (Бельгія)
- 1985 — «Дороги Анни Фірлінг»; реж. Сергій Колосов (СРСР)